# أدولف بلامر
أدولف بلامر (بالإنجليزية: Adolph Plummer)‏ هو منافس ألعاب قوى أمريكي، ولد في 3 يناير 1938 في بروكلين في الولايات المتحدة، وتوفي في 30 نوفمبر 2015 في دنفر في الولايات المتحدة.

## روابط خارجية
- أدولف بلامر على موقع قاعة نيو مكسيكو للمشاهير الرياضية (الإنجليزية)